# Kommission Lagerung hoch radioaktiver Abfallstoffe
Die Kommission „Lagerung hoch radioaktiver Abfallstoffe“, umgangssprachlich kurz „Endlager-“, seltener „Atommüll-Kommission“, war von 2014 bis 2016 eine deutsche Bund-Länder-Kommission, welche Empfehlungen zur Endlagerung hoch radioaktiver Abfallstoffe abgegeben hat.

## Geschichte
Die Kommission wurde im April 2014 nach § 3 des Standortauswahlgesetzes (StandAG) vom 23. Juli 2013 vom Deutschen Bundestag und Bundesrat eingesetzt. Sie sollte nach § 4 StandAG bis Ende 2015 einen umfassenden Bericht erstellen, der auf sämtliche entscheidungserhebliche Fragestellungen zur Entsorgung hoch radioaktiver Abfälle eingeht. Die Kommission sollte auch das Gesetz einer Prüfung unterziehen und dem Bundestag und Bundesrat Handlungsempfehlungen vorlegen. Die weiteren Aufgaben der Kommission ergeben sich aus § 4 Abs. 2 StandAG. Die Kommission sollte Sicherheitsanforderungen und wirtsgesteinsspezifische Ausschluss- und Auswahlkriterien, Kriterien für Fehlerkorrekturen (wie z. B. Rückholung/Bergung der Abfälle), Anforderungen an die Organisation und das Verfahren des Auswahlprozesses und die Prüfung von Alternativen sowie Vorschläge für Anforderungen an Beteiligung und Information der Öffentlichkeit zur Sicherstellung der Transparenz erarbeiten.
Die Kommission hat am 22. Mai 2014 erstmals getagt. Die Vorlage des Berichts sollte bis zum 31. Dezember 2015 erfolgen, eine Verlängerung um sechs Monate war möglich. Am 28. Juni 2016 veröffentlichte die Kommission ihren Abschlussbericht, Anfang Juli 2016 beendete die Endlagerkommission ihre Tätigkeit.

## Zusammensetzung
Die Kommission bestand aus zwei Vorsitzenden, acht Vertretern der Wissenschaft, zwei Vertretern der Umweltverbände, zwei Vertretern von Religionsgemeinschaften, zwei Vertretern aus der Industrie, zwei Vertretern der Gewerkschaften sowie aus acht Mitgliedern des Bundestages und acht Mitgliedern von Landesregierungen. Die Vorsitzenden und alle Mitglieder der Landesregierungen und des Bundestages hatten bei der abschließenden Entscheidung über den Bericht der Kommission kein Stimmrecht.
Die Kommission richtete fünf Arbeitsgruppen (AG) ein:
- AG 1 Fragen des gesellschaftlichen Dialogs, Öffentlichkeitsbeteiligung und Transparenz
- AG 2 Evaluierung des Standortauswahlgesetzes
- AG 3 Gesellschaftliche und technisch-wissenschaftliche Entscheidungskriterien sowie Kriterien für Fehlerkorrektur
- 1. Ad-hoc Gruppe Grundlagen und Leitbild
- 2. Ad-hoc Gruppe Umgang mit Klagen der Energieversorgungsunternehmen (EVU)

Den Vorsitz führten alternierend Ursula Heinen-Esser und Michael Müller. Die Wissenschaft vertraten:
- Detlef Appel
- Hartmut Gaßner
- Armin Grunwald
- Ulrich Kleemann
- Wolfram Kudla
- Michael Sailer
- Hubert Steinkemper
- Bruno Thomauske

Die Umweltverbände wurden vertreten durch:
- Klaus Brunsmeier – BUND
- Jörg Sommer – Deutsche Umweltstiftung

## Ergebnisse
Im April 2015 stellte die Kommission erste Ergebnisse ihrer Arbeit vor. Demnach wird sich die Endlagerung hochradioaktiver Abfälle in Deutschland bis weit ins 22. Jahrhundert hinziehen. Die Kommission erwartete das Ende der Einlagerung zwischen den Jahren 2075 und 2130, während der „Zustand eines verschlossenen Endlagerbergwerks zwischen 2095 und 2170 oder später“ erreicht werden solle. Demnach könnte hochradioaktiver Abfall bis nach 2100 in Zwischenlagern untergebracht sein.
In ihrem Abschlussbericht vom Juni 2016 veröffentlichte die Kommission Kriterien für die Endlagersuche, die keinen Standort und keine zuvor diskutierte Gesteinsart (Salz, Ton, Granit) von vornherein ausschließen. Damit sind prinzipiell an allen in Frage kommenden Standorten Endlager möglich. Es wurden elf Kriterien festgelegt, die vor allem die geologischen Voraussetzungen, wie Stabilität und Wasserundurchlässigkeit, sowie das Verfahren für die Öffentlichkeitsbeteiligung bestimmen. Demnach sollen die von einer noch zu gründenden bundeseigenen Firma für den Bau des Endlagers vorgeschlagenen Standorte vom Bundesamt für kerntechnische Entsorgungssicherheit (BfE) überprüft und auf „Regionalkonferenzen“ öffentlich erörtert werden. Bundestag und Bundesrat sollen dann über die Regionen entscheiden, die als Ergebnis dieser Konferenzen ausgewählt wurden, und Klagen gegen die Standortauswahl sollen bereits vor dem Beginn der untertägigen Erkundung möglich sein.
Klaus Brunsmeier vom BUND hat als einziges der 15 anwesenden, stimmberechtigten Mitglieder der Kommission gegen den Abschlussbericht gestimmt und ein Sondervotum vorgelegt.
Weitere Sondervoten wurden von den Bundesländern Sachsen, Bayern, der Fraktion Die Linke, dem Wissenschaftler Wolfram Kudla und den beiden Industrievertretern Bernhard Fischer und Gerd Jäger vorgelegt.
Die sächsische Landesregierung kritisierte, dass an ein potenzielles Endlager in Granitgestein geringere Voraussetzungen zur Mächtigkeit der Schicht gestellt würden als an die anderen Gesteinsarten. Am 5. Juli 2016 wurde in Berlin der Bericht der Öffentlichkeit vorgestellt.